# بورصة سوازيلند
بورصة سوازيلند تأسست في يوليو 1990 من قبل سيبوسيسو دلاميني ، الرئيس السابق للبنك الدولي التنفيذي الذي أصبح رئيس الوزراء إسواتيني ، لتمكين المواطنين العاديين ليصبحا أصحاب المصلحة في اقتصادهم. جميع القوائم مدرجة في المؤشر الوحيد ، مؤشر جميع الأسهم ESE ، وهو غير مرجح. هناك عدد قليل من الشركات العامة المدرجة ، بالإضافة إلى بعض خيارات الأسهم الحكومية المدرجة ، والسندات المدرجة ، والأسهم المضمونة من الحكومة وصناديق الاستثمار غير التجارية.
سماسرة البورصة في البورصة مرخصون من قبل هيئة تنظيم الخدمات المالية وليس هناك أي تنظيم بخصوص الملكية الأجنبية لشركات الوساطة.

## روابط خارجية
- موقع رسمي

1. 1 2  مذكور في: رمز معرف السوق. الوصول: سبتمبر 2022. رمز معرف السوق: XSWA.
2. ↑  مذكور في: رمز معرف السوق. الوصول: سبتمبر 2022.